# Dominikanisch-portugiesische Beziehungen
Die dominikanisch-portugiesischen Beziehungen umfassen das zwischenstaatliche Verhältnis zwischen der Dominikanischen Republik und Portugal. Seit 1883 unterhalten sie diplomatischen Beziehungen.
Die Beziehungen sind gut, jedoch nicht sehr intensiv. Sie werden vom bilateralen Handel und dem portugiesischen Tourismus in das karibische Land bestimmt. Die Länder sind Partner in einer Reihe multilateraler Organisationen; insbesondere im Iberoamerika-Gipfel bestehen dabei Kontakte, aber auch in der Lateinischen Union und den verschiedenen UN-Organisationen, u. a.
Im Jahr 2016 waren 136 dominikanische Staatsbürger in Portugal gemeldet, davon 31 im Distrikt Lissabon. Im Jahr 2010 waren 263 Personen im portugiesischen Konsulat in der dominikanischen Hauptstadt Santo Domingo registriert.

## Geschichte
Die Insel Hispaniola mit der heutigen Dominikanischen Republik wurde 1492 von Christoph Kolumbus für Spanien entdeckt. Gemäß dem Vertrag von Tordesillas fielen die Inseln in die spanische Sphäre, so dass danach keine Beziehungen zu Portugal entstanden.
Mit der Flucht der jüdischen Marranen aus Portugal gingen Anfang des 16. Jahrhunderts zahlreiche dieser Sepharden nach Nordeuropa. Aus diesen sephardischen Gemeinden wanderten in Schüben auch Gruppen in die Karibik aus, insbesondere im 17. Jahrhundert. Portugiesische Marranen kamen so auch nach Hispaniola. Der dominikanische Ort Sosúa führt seine Geschichte wesentlich auf die Ansiedlung der Speharden zurück.

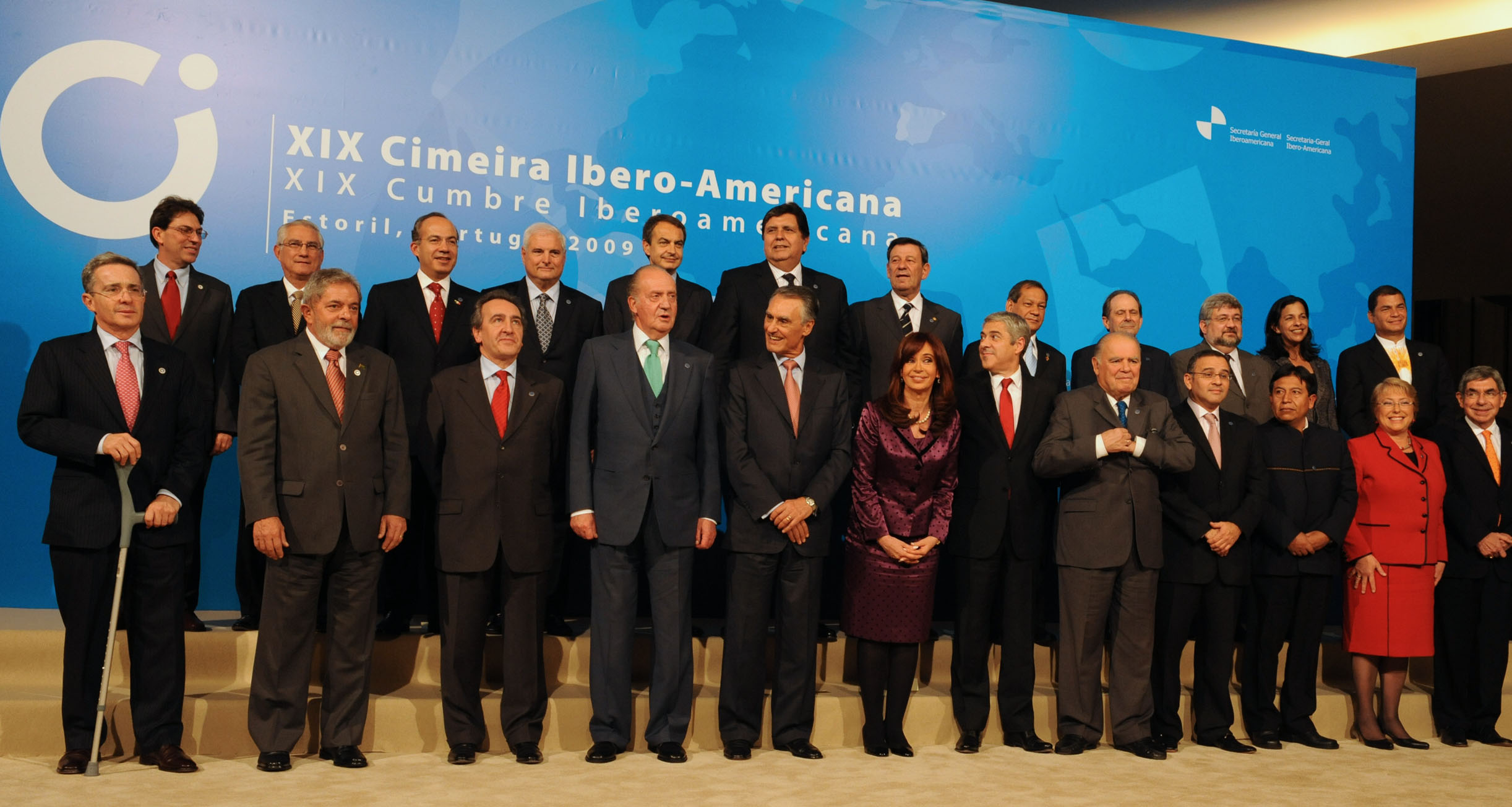
Die Staatschefs des 19. Iberoamerika-Gipfels in Portugal 2009

1865 wurde die Dominikanische Republik endgültig unabhängig. Unter Diktator Ulises Heureaux ging das Land 1883 mit dem Königreich Portugal direkte diplomatische Beziehungen ein, die auch nach der Ausrufung der Republik Portugal 1910 unverändert bestehen blieben.
Nach einer ersten außerordentlichen Akkreditierung eines portugiesischen Diplomaten in der Dominikanischen Republik im Jahr 1947 akkreditierte sich dort erstmals 1957 ein regulärer portugiesischer Botschafter, in Person von Alberto Carlos Liz-Teixeira Branquinho, Portugals Ministro Plenipotenciário in Venezuela.
Eine eigene Botschaft in der dominikanischen Hauptstadt Santo Domingo eröffnete Portugal 1971, schloss sie jedoch 1973 wieder. Seither gehört das Land wieder zum Amtsbezirk der portugiesischen Botschaft in Caracas.
Mit der Einrichtung der regelmäßigen Iberoamerika-Gipfel ab 1991 erfuhren auch die Beziehungen zwischen Portugal und der Dominikanischen Republik eine weiter zunehmende Verbesserung.

## Diplomatie
Portugal führt keine eigene Botschaft in der Dominikanischen Republik, das Land gehört zum Amtsbezirk der portugiesischen Botschaft in Mexiko. 
In der dominikanischen Hauptstadt Santo Domingo besteht ein portugiesisches Honorarkonsulat.
Die Dominikanische Republik unterhält eine Botschaft in der portugiesischen Hauptstadt Lissabon. Sie liegt in der Avenida do Campo Grande Hausnummer 35, in der Stadtgemeinde Alvalade.
In Ponta Delgada auf den Azoreninseln besteht zudem ein dominikanisches Konsulat.

## Wirtschaft

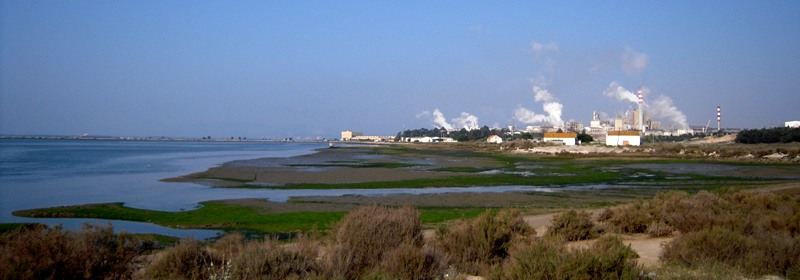
Papierfabrik der Portucel Soporcel in Setúbal: Papier und Pappe sind vor Glaswaren das wichtigste Exportgut Portugals in die Dominikanische Republik, von wo vor allem Schuhe und Bekleidung nach Portugal exportiert werden.

Die portugiesische Außenhandelskammer AICEP unterhält keine Niederlassung in der Dominikanischen Republik, zuständig ist das AICEP-Büro in Mexiko-Stadt.
Im Jahr 2016 exportierte Portugal Waren im Wert von 18,872 Mio. Euro in die Dominikanische Republik (2015: 16,961 Mio.; 2014: 11,661 Mio.; 2013: 12,960 Mio.; 2012: 15,064 Mio.), davon 24,0 % Papier und Zellulose, 23,8 % Minerale und Erze, 10,1 % Maschinen und Geräte, 8,9 % Holz und Kork, und 7,1 % chemisch-pharmazeutische Produkte.
Im gleichen Zeitraum führte die Dominikanische Republik Güter im Wert von 1,643 Mio. Euro nach Portugal aus (2015: 8,305 Mio.; 2014: 17,482 Mio.; 2013: 18,616 Mio.; 2012: 2,035 Mio.), davon 33,7 % Schuhe, 25,0 % Bekleidung, 13,7 % Häute und Leder, 5,9 % Minerale und Erze, und 4,8 % textile Stoffe.
Damit stand die Dominikanische Republik für den portugiesischen Außenhandel an 83. Stelle unter den Abnehmern und an 125. Stelle unter den Lieferanten, im Außenhandel der Dominikanischen Republik rangierte Portugal an 60. Stelle als Abnehmer und an 48. Stelle als Lieferant.

## Sport
Die Dominikanische Fußballnationalmannschaft und die Portugiesische Nationalelf trafen bisher nicht aufeinander (Stand 2020).
Beim Lisboa Belém Open 2020-Tennisturnier gewann das dominikanisch-portugiesische Doppel Roberto Cid Subervi / Gonçalo Oliveira.